# Compsanthias
Compsanthias ist eine Gattung der Fahnenbarsche (Anthiadidae), die im südlichen Pazifik von den Cookinseln bis zu den Pitcairninseln, im südwestlichen Pazifik vom Great Barrier Reef bis Vanuatu und im nordwestlichen Pazifik von den japanischen Ryūkyū-Inseln bis zu den Marshallinseln und im nördlichen Zentralpazifik von Hawaii bis zum Johnston-Atoll vorkommt. Die Gattung wurde erst im Juni 2024 durch den australischen Ichthyologen Anthony C. Gill neu eingeführt und umfasst zwei Arten, die vorher zu Pseudanthias gehörten.

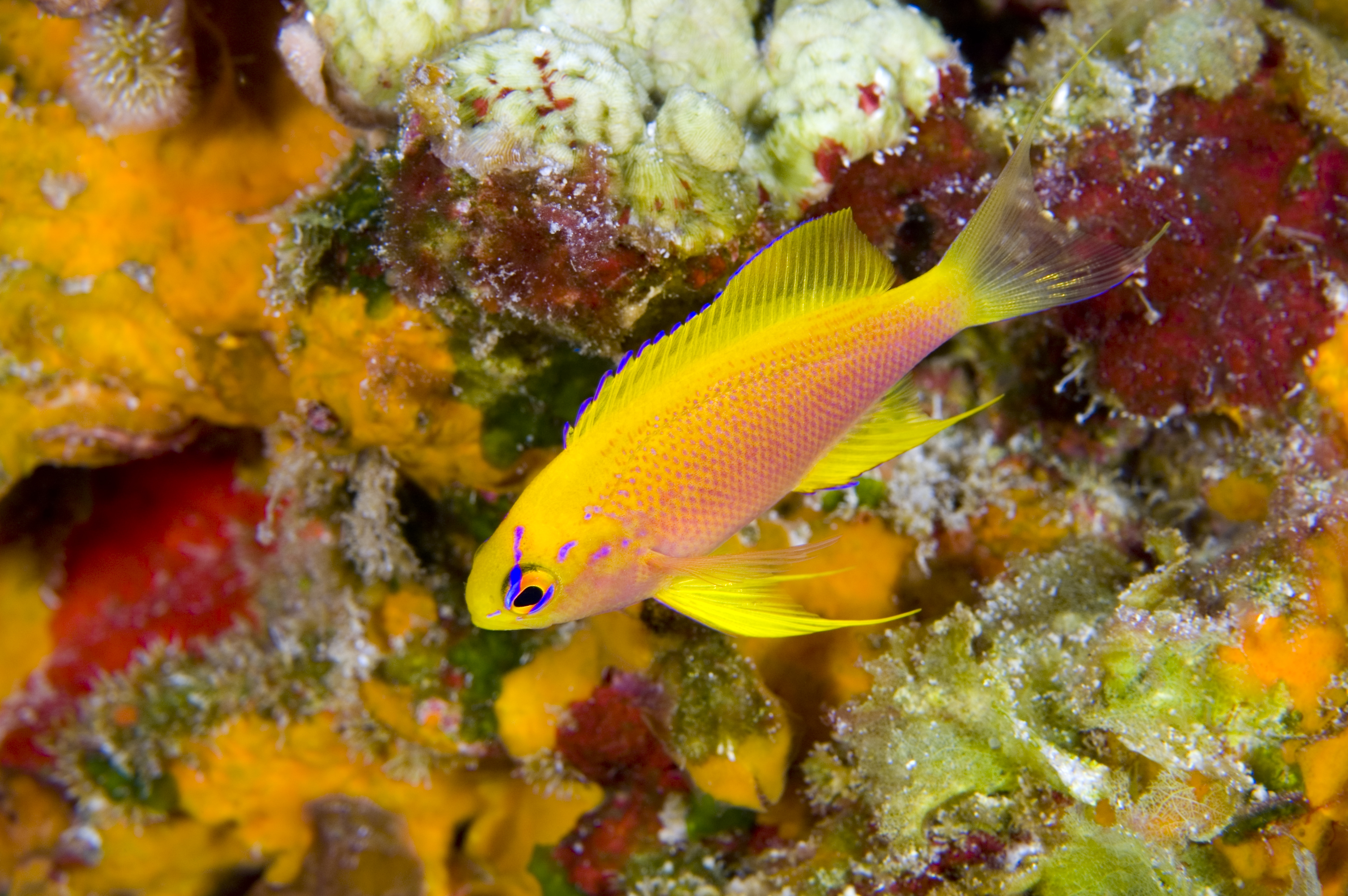
Compsanthias hawaiiensis

## Merkmale
Compsanthias-Arten werden 7 bis 8 Zentimeter lang und haben einen langgestreckten Körper, dessen Standardlänge das 2,6 bis 3,1-fache der Körperhöhe beträgt. Sie unterscheiden sich von allen anderen Fahnenbarscharten durch die Kombination folgender Merkmale: ein roter bis violetter schräger Streifen, der vom hinteren oberen Teil des Auges bis zum oberen Teil des Kopfes verläuft, relativ große Infraorbitalia (Knochen unterhalb der Augen) und drei Stachelstrahlen und neun, seltener zehn Weichstrahlen in der Afterflosse. Die Rückenflosse wird von zehn Stachelstrahlen und 16 bis 18, meist 17 Weichstrahlen gestützt. Die Brustflossen haben 14 bis 16, meist verzweigte Flossenstrahlen, die Schwanzflosse 7+6. 39 bis 46 mit Poren versehene Schuppen bilden die Seitenlinie.

## Arten
Zur Gattung Compsanthias gehören zwei Arten:
- Compsanthias hawaiiensis (Randall, 1979)
- Compsanthias ventralis (Randall, 1979), Typusart

Das folgende Kladogramm zeigt die basale Stellung von Compsanthias zur näheren Verwandtschaft von Pseudanthias.
|  | Pseudanthias + Tosana |
|  |                       |
|  | Pyronotanthias        |
|  |                       |

|  | Mirolabrichthys |
|  |                 |
|  | Nemanthias      |
|  |                 |

|  | Pseudanthias + Tosana |
|  |                       |
|  | Pyronotanthias        |
|  |                       |

|  | Mirolabrichthys |
|  |                 |
|  | Nemanthias      |
|  |                 |

|  | Pseudanthias + Tosana |
|  |                       |
|  | Pyronotanthias        |
|  |                       |

|  | Mirolabrichthys |
|  |                 |
|  | Nemanthias      |
|  |                 |

|  | Pseudanthias + Tosana |
|  |                       |
|  | Pyronotanthias        |
|  |                       |

|  | Mirolabrichthys |
|  |                 |
|  | Nemanthias      |
|  |                 |

|  | Pseudanthias + Tosana |
|  |                       |
|  | Pyronotanthias        |
|  |                       |

|  | Mirolabrichthys |
|  |                 |
|  | Nemanthias      |
|  |                 |

|  | Pseudanthias + Tosana |
|  |                       |
|  | Pyronotanthias        |
|  |                       |

|  | Mirolabrichthys |
|  |                 |
|  | Nemanthias      |
|  |                 |

|  | Pseudanthias + Tosana |
|  |                       |
|  | Pyronotanthias        |
|  |                       |

|  | Mirolabrichthys |
|  |                 |
|  | Nemanthias      |
|  |                 |

|  | Pseudanthias + Tosana |
|  |                       |
|  | Pyronotanthias        |
|  |                       |

|  | Mirolabrichthys |
|  |                 |
|  | Nemanthias      |
|  |                 |

|  | Pseudanthias + Tosana |
|  |                       |
|  | Pyronotanthias        |
|  |                       |

|  | Mirolabrichthys |
|  |                 |
|  | Nemanthias      |
|  |                 |

|  | Pseudanthias + Tosana |
|  |                       |
|  | Pyronotanthias        |
|  |                       |

|  | Mirolabrichthys |
|  |                 |
|  | Nemanthias      |
|  |                 |

|  | Pseudanthias + Tosana |
|  |                       |
|  | Pyronotanthias        |
|  |                       |

|  | Mirolabrichthys |
|  |                 |
|  | Nemanthias      |
|  |                 |

|  | Pseudanthias + Tosana |
|  |                       |
|  | Pyronotanthias        |
|  |                       |

|  | Mirolabrichthys |
|  |                 |
|  | Nemanthias      |
|  |                 |

|  | Pseudanthias + Tosana |
|  |                       |
|  | Pyronotanthias        |
|  |                       |

|  | Mirolabrichthys |
|  |                 |
|  | Nemanthias      |
|  |                 |

|  | Pseudanthias + Tosana |
|  |                       |
|  | Pyronotanthias        |
|  |                       |

|  | Mirolabrichthys |
|  |                 |
|  | Nemanthias      |
|  |                 |

|  | Pseudanthias + Tosana |
|  |                       |
|  | Pyronotanthias        |
|  |                       |

|  | Mirolabrichthys |
|  |                 |
|  | Nemanthias      |
|  |                 |

|  | Pseudanthias + Tosana |
|  |                       |
|  | Pyronotanthias        |
|  |                       |

|  | Mirolabrichthys |
|  |                 |
|  | Nemanthias      |
|  |                 |

|  | Pseudanthias + Tosana |
|  |                       |
|  | Pyronotanthias        |
|  |                       |

|  | Mirolabrichthys |
|  |                 |
|  | Nemanthias      |
|  |                 |

|  | Pseudanthias + Tosana |
|  |                       |
|  | Pyronotanthias        |
|  |                       |

|  | Mirolabrichthys |
|  |                 |
|  | Nemanthias      |
|  |                 |

|  | Pseudanthias + Tosana |
|  |                       |
|  | Pyronotanthias        |
|  |                       |

|  | Mirolabrichthys |
|  |                 |
|  | Nemanthias      |
|  |                 |

|  | Pseudanthias + Tosana |
|  |                       |
|  | Pyronotanthias        |
|  |                       |

|  | Mirolabrichthys |
|  |                 |
|  | Nemanthias      |
|  |                 |

|  | Pseudanthias + Tosana |
|  |                       |
|  | Pyronotanthias        |
|  |                       |

|  | Mirolabrichthys |
|  |                 |
|  | Nemanthias      |
|  |                 |

|  | Pseudanthias + Tosana |
|  |                       |
|  | Pyronotanthias        |
|  |                       |

|  | Mirolabrichthys |
|  |                 |
|  | Nemanthias      |
|  |                 |

|  | Pseudanthias + Tosana |
|  |                       |
|  | Pyronotanthias        |
|  |                       |

|  | Mirolabrichthys |
|  |                 |
|  | Nemanthias      |
|  |                 |

|  | Pseudanthias + Tosana |
|  |                       |
|  | Pyronotanthias        |
|  |                       |

|  | Mirolabrichthys |
|  |                 |
|  | Nemanthias      |
|  |                 |

|  | Pseudanthias + Tosana |
|  |                       |
|  | Pyronotanthias        |
|  |                       |

|  | Mirolabrichthys |
|  |                 |
|  | Nemanthias      |
|  |                 |

|  | Pseudanthias + Tosana |
|  |                       |
|  | Pyronotanthias        |
|  |                       |

|  | Mirolabrichthys |
|  |                 |
|  | Nemanthias      |
|  |                 |

|  | Pseudanthias + Tosana |
|  |                       |
|  | Pyronotanthias        |
|  |                       |

|  | Mirolabrichthys |
|  |                 |
|  | Nemanthias      |
|  |                 |

|  | Pseudanthias + Tosana |
|  |                       |
|  | Pyronotanthias        |
|  |                       |

|  | Mirolabrichthys |
|  |                 |
|  | Nemanthias      |
|  |                 |

|  | Pseudanthias + Tosana |
|  |                       |
|  | Pyronotanthias        |
|  |                       |

|  | Mirolabrichthys |
|  |                 |
|  | Nemanthias      |
|  |                 |

|  | Pseudanthias + Tosana |
|  |                       |
|  | Pyronotanthias        |
|  |                       |

|  | Mirolabrichthys |
|  |                 |
|  | Nemanthias      |
|  |                 |

|  | Pseudanthias + Tosana |
|  |                       |
|  | Pyronotanthias        |
|  |                       |

|  | Mirolabrichthys |
|  |                 |
|  | Nemanthias      |
|  |                 |

|  | Pseudanthias + Tosana |
|  |                       |
|  | Pyronotanthias        |
|  |                       |

|  | Mirolabrichthys |
|  |                 |
|  | Nemanthias      |
|  |                 |

|  | Pseudanthias + Tosana |
|  |                       |
|  | Pyronotanthias        |
|  |                       |

|  | Mirolabrichthys |
|  |                 |
|  | Nemanthias      |
|  |                 |

|  | Pseudanthias + Tosana |
|  |                       |
|  | Pyronotanthias        |
|  |                       |

|  | Mirolabrichthys |
|  |                 |
|  | Nemanthias      |
|  |                 |

|  | Pseudanthias + Tosana |
|  |                       |
|  | Pyronotanthias        |
|  |                       |

|  | Mirolabrichthys |
|  |                 |
|  | Nemanthias      |
|  |                 |

|  | Pseudanthias + Tosana |
|  |                       |
|  | Pyronotanthias        |
|  |                       |

|  | Mirolabrichthys |
|  |                 |
|  | Nemanthias      |
|  |                 |

|  | Pseudanthias + Tosana |
|  |                       |
|  | Pyronotanthias        |
|  |                       |

|  | Mirolabrichthys |
|  |                 |
|  | Nemanthias      |
|  |                 |

|  | Pseudanthias + Tosana |
|  |                       |
|  | Pyronotanthias        |
|  |                       |

|  | Mirolabrichthys |
|  |                 |
|  | Nemanthias      |
|  |                 |

|  | Pseudanthias + Tosana |
|  |                       |
|  | Pyronotanthias        |
|  |                       |

|  | Mirolabrichthys |
|  |                 |
|  | Nemanthias      |
|  |                 |

|  | Pseudanthias + Tosana |
|  |                       |
|  | Pyronotanthias        |
|  |                       |

|  | Mirolabrichthys |
|  |                 |
|  | Nemanthias      |
|  |                 |

|  | Pseudanthias + Tosana |
|  |                       |
|  | Pyronotanthias        |
|  |                       |

|  | Mirolabrichthys |
|  |                 |
|  | Nemanthias      |
|  |                 |

|  | Pseudanthias + Tosana |
|  |                       |
|  | Pyronotanthias        |
|  |                       |

|  | Mirolabrichthys |
|  |                 |
|  | Nemanthias      |
|  |                 |

|  | Pseudanthias + Tosana |
|  |                       |
|  | Pyronotanthias        |
|  |                       |

|  | Mirolabrichthys |
|  |                 |
|  | Nemanthias      |
|  |                 |

|  | Pseudanthias + Tosana |
|  |                       |
|  | Pyronotanthias        |
|  |                       |

|  | Mirolabrichthys |
|  |                 |
|  | Nemanthias      |
|  |                 |

|  | Pseudanthias + Tosana |
|  |                       |
|  | Pyronotanthias        |
|  |                       |

|  | Mirolabrichthys |
|  |                 |
|  | Nemanthias      |
|  |                 |

|  | Pseudanthias + Tosana |
|  |                       |
|  | Pyronotanthias        |
|  |                       |

|  | Mirolabrichthys |
|  |                 |
|  | Nemanthias      |
|  |                 |

|  | Pseudanthias + Tosana |
|  |                       |
|  | Pyronotanthias        |
|  |                       |

|  | Mirolabrichthys |
|  |                 |
|  | Nemanthias      |
|  |                 |

|  | Pseudanthias + Tosana |
|  |                       |
|  | Pyronotanthias        |
|  |                       |

|  | Mirolabrichthys |
|  |                 |
|  | Nemanthias      |
|  |                 |

|  | Pseudanthias + Tosana |
|  |                       |
|  | Pyronotanthias        |
|  |                       |

|  | Mirolabrichthys |
|  |                 |
|  | Nemanthias      |
|  |                 |

|  | Pseudanthias + Tosana |
|  |                       |
|  | Pyronotanthias        |
|  |                       |

|  | Mirolabrichthys |
|  |                 |
|  | Nemanthias      |
|  |                 |

|  | Pseudanthias + Tosana |
|  |                       |
|  | Pyronotanthias        |
|  |                       |

|  | Mirolabrichthys |
|  |                 |
|  | Nemanthias      |
|  |                 |

|  | Pseudanthias + Tosana |
|  |                       |
|  | Pyronotanthias        |
|  |                       |

|  | Mirolabrichthys |
|  |                 |
|  | Nemanthias      |
|  |                 |

|  | Pseudanthias + Tosana |
|  |                       |
|  | Pyronotanthias        |
|  |                       |

|  | Mirolabrichthys |
|  |                 |
|  | Nemanthias      |
|  |                 |

|  | Pseudanthias + Tosana |
|  |                       |
|  | Pyronotanthias        |
|  |                       |

|  | Mirolabrichthys |
|  |                 |
|  | Nemanthias      |
|  |                 |

|  | Pseudanthias + Tosana |
|  |                       |
|  | Pyronotanthias        |
|  |                       |

|  | Mirolabrichthys |
|  |                 |
|  | Nemanthias      |
|  |                 |

|  | Pseudanthias + Tosana |
|  |                       |
|  | Pyronotanthias        |
|  |                       |

|  | Mirolabrichthys |
|  |                 |
|  | Nemanthias      |
|  |                 |

|  | Pseudanthias + Tosana |
|  |                       |
|  | Pyronotanthias        |
|  |                       |

|  | Mirolabrichthys |
|  |                 |
|  | Nemanthias      |
|  |                 |

|  | Pseudanthias + Tosana |
|  |                       |
|  | Pyronotanthias        |
|  |                       |

|  | Mirolabrichthys |
|  |                 |
|  | Nemanthias      |
|  |                 |

|  | Pseudanthias + Tosana |
|  |                       |
|  | Pyronotanthias        |
|  |                       |

|  | Mirolabrichthys |
|  |                 |
|  | Nemanthias      |
|  |                 |

|  | Pseudanthias + Tosana |
|  |                       |
|  | Pyronotanthias        |
|  |                       |

|  | Mirolabrichthys |
|  |                 |
|  | Nemanthias      |
|  |                 |

|  | Pseudanthias + Tosana |
|  |                       |
|  | Pyronotanthias        |
|  |                       |

|  | Mirolabrichthys |
|  |                 |
|  | Nemanthias      |
|  |                 |

|  | Pseudanthias + Tosana |
|  |                       |
|  | Pyronotanthias        |
|  |                       |

|  | Mirolabrichthys |
|  |                 |
|  | Nemanthias      |
|  |                 |

|  | Pseudanthias + Tosana |
|  |                       |
|  | Pyronotanthias        |
|  |                       |

|  | Mirolabrichthys |
|  |                 |
|  | Nemanthias      |
|  |                 |

|  | Pseudanthias + Tosana |
|  |                       |
|  | Pyronotanthias        |
|  |                       |

|  | Mirolabrichthys |
|  |                 |
|  | Nemanthias      |
|  |                 |